# McGehee, Arkansas
McGehee là một thành phố thuộc quận Desha, tiểu bang Arkansas, Hoa Kỳ. Năm 2010, dân số của thành phố này là 4219 người.

## Dân số
- Dân số năm 2000: 4570 người.
- Dân số năm 2010: 4219 người.